# プラハ地下鉄81-71形電車
81-71形は、チェコスロバキア（現：チェコ）の首都・プラハを走るプラハ地下鉄が1978年以降導入した電車。ソビエト連邦のムィティシ機械製造工場（現：メトロワゴンマッシュ）で製造され、製造メーカー側の形式番号は81-717.1/714.1形であった。
この項目では、更新工事を行った81-71M形についても解説する。

## 概要
1970年代まで、ソビエト連邦を始めとする東側諸国の地下鉄には1963年以降量産が行われたE形電車やそれを基にした車両が製造され続け、1974年に開通したプラハ地下鉄にもEchs形が最初の車両として導入された。しかし両運転台方式のため定員数が少なく電動機の出力も低いE形では需要増加に対応する事が難しかった。そこで、制御回路にサイリスタを用いた81-717/714形を基に、プラハ地下鉄向けに設計を改めた車両が製造される事となった。これが81-71形（81-717.1/714.1形）である。
Echs形を始めとするE形と同様のビード加工が施された軽量鋼製車体を有し、先頭車2両と中間車3両による5両編成で構成される。電動機にはEchs形よりも出力が強化されたDK-117V形が使用され、それに伴いEchs形から台車の強化が行われた事により重量が増加した。またサイリスタを用いたBPSN-5U2形制御器が床下に設置されていた。

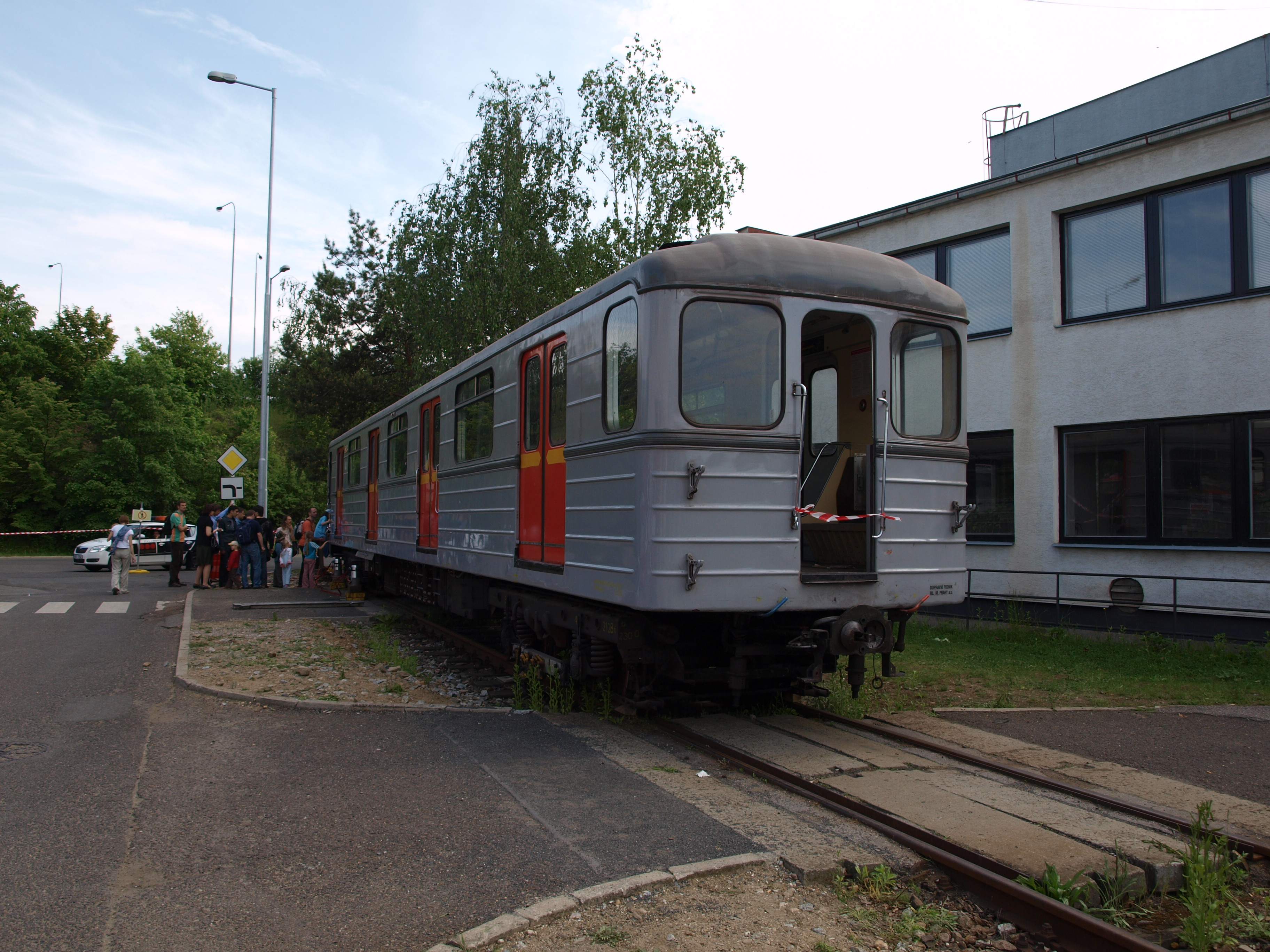
連結面側
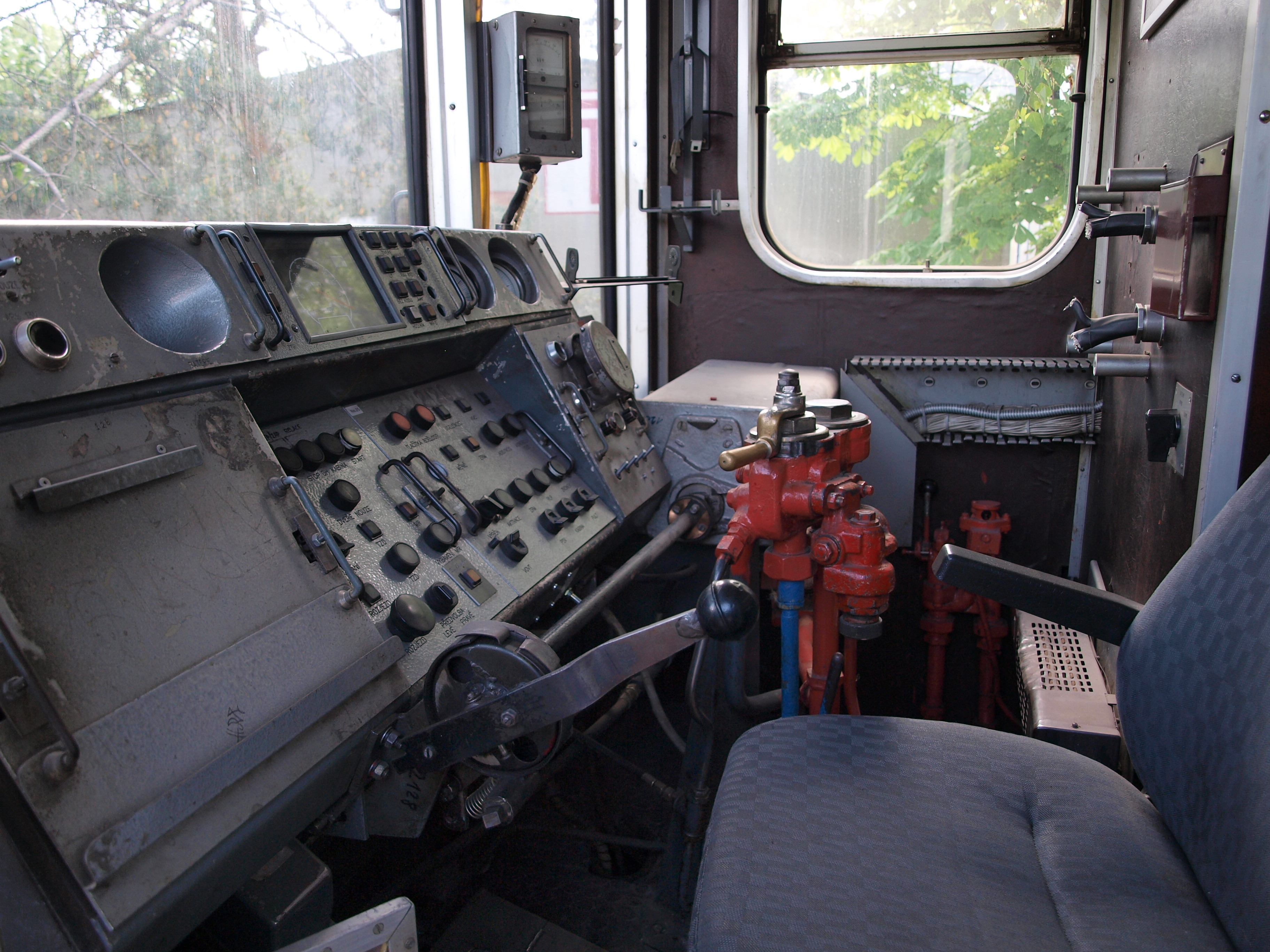
運転台
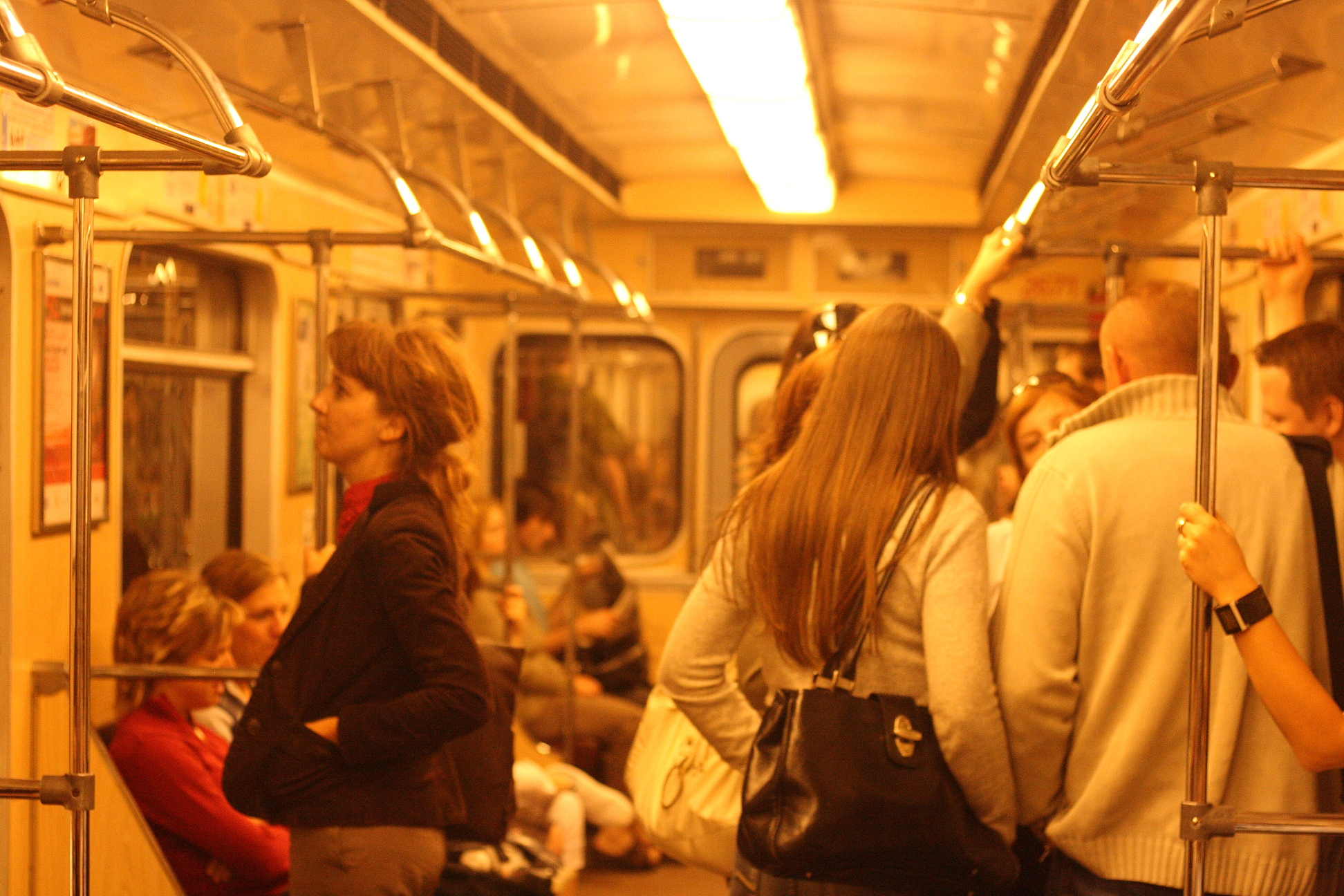
営業運転中の車内

## 運用
A線の開通に合わせて1978年から営業運転を開始し、1990年まで量産が行われた。その中で1985年から1998年にかけて故障が相次いだ台車がシュコダで改良された他、以降もヒューズの交換やインバータの騒音抑制など様々な改造が施された。
しかし老朽化が進んだ事で1994年から運行離脱が始まり、81-71M形への更新工事が施された車両を除いて廃車が進み、2009年7月2日をもって営業運転を終了した。2012年の時点で1編成（2159 + 2213 + 2429 + 2637 + 2504）が動態保存されている。

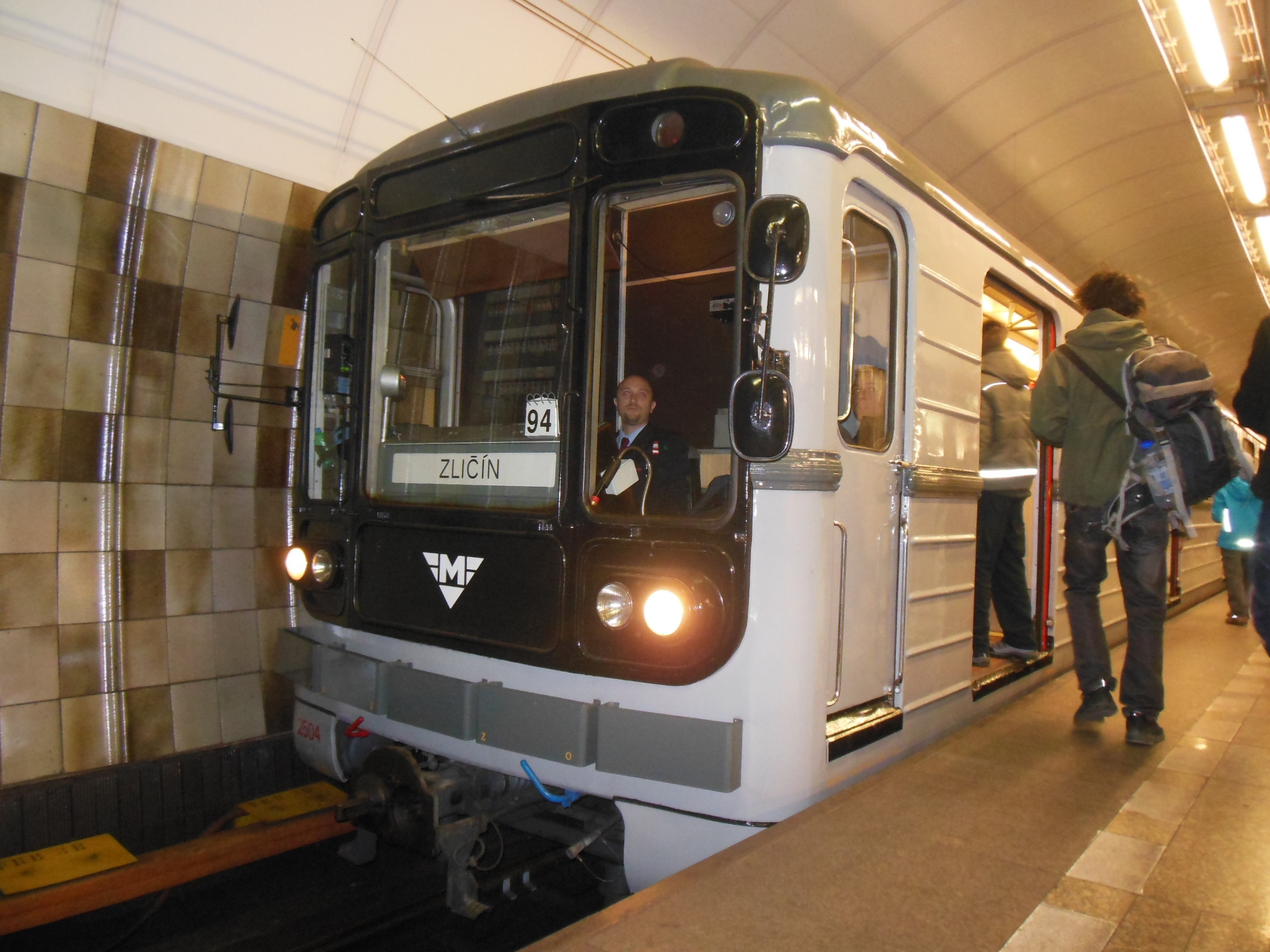
フロレンツ駅に停車中の81-71形

## 81-71M形
ビロード革命による民主化やスロバキアとの連邦制解消を経てチェコの地下鉄路線となったプラハ地下鉄では81-71形を含む車両の老朽化が問題になっていたが、車両数の多さ故に新型車両を一度に多数導入する事は財政的に困難だった。そこで、一部の81-71形についてシュコダでリニューアル改造を施し数十年間の延命を行う事となった。これが81-71Mと呼ばれる車両である。
編成は電動制御車の2Mt、蓄電池を搭載した電動中間車の3Mt、種車よりも強力なコンプレッサーを搭載した4Mtによる5両編成で構成される。運転席を含む前面部や貫通面が新規に製造したものと交換されている他、防火設備を始めとした安全性が強化された車内にはベビーカーや車椅子用のスペースが設置されている。電動機は改造元のDK-117V形をそのまま使用する一方、制御装置はIGBT素子チョッパを用いたものに変更されている。
1996年に最初の更新車が登場し、1998年から営業運転を開始した。主にA線・B線で使用される。

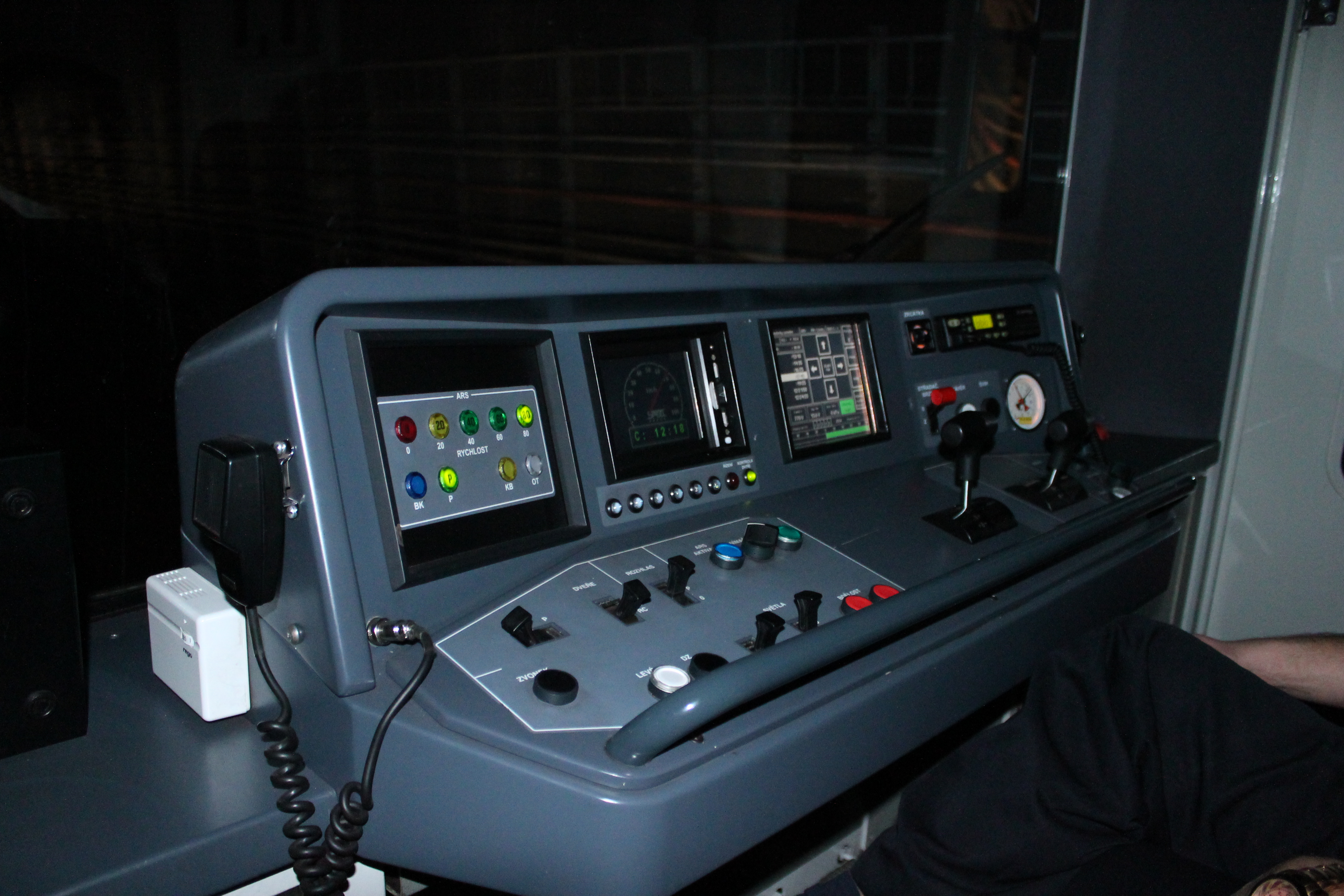
運転台
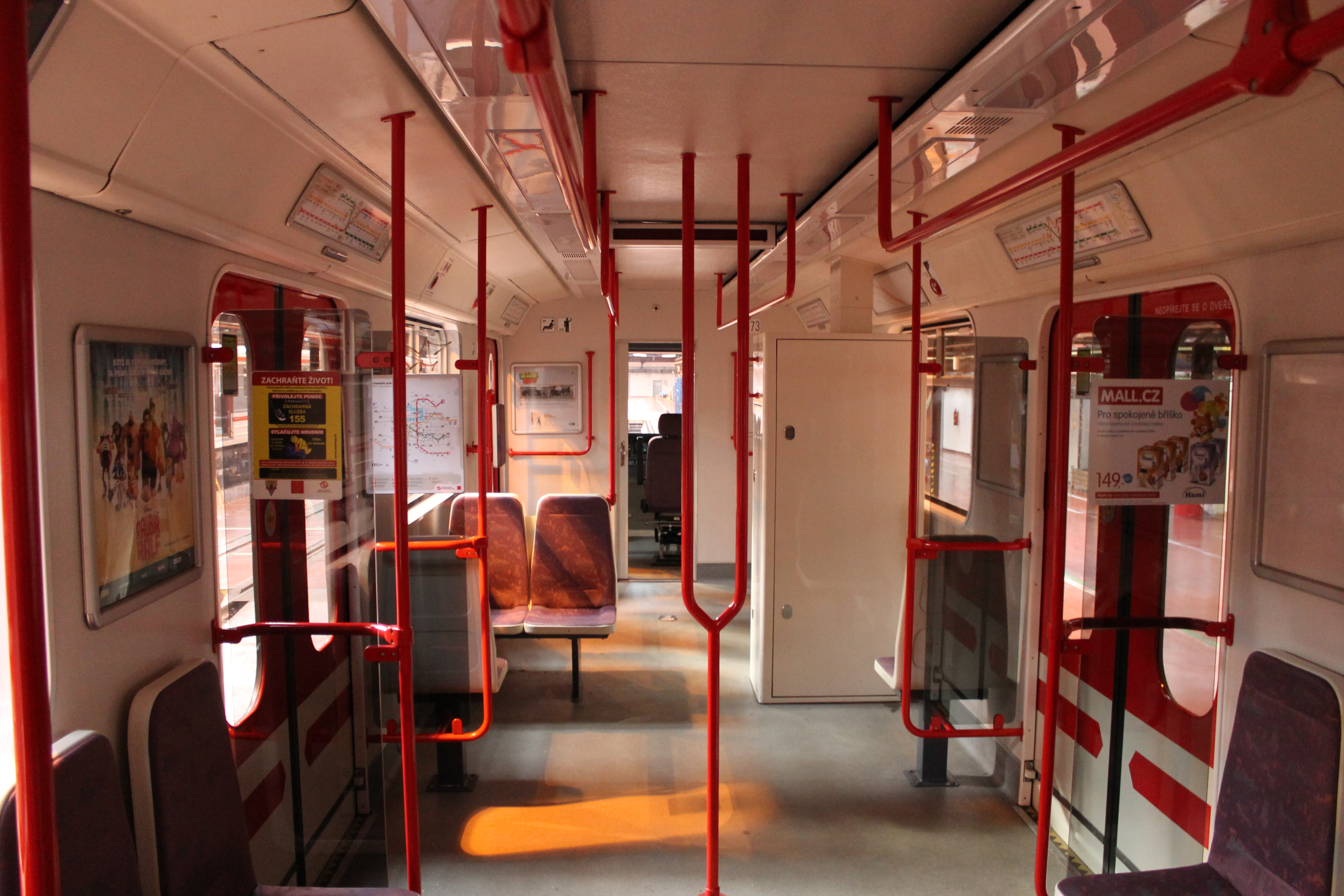
車内
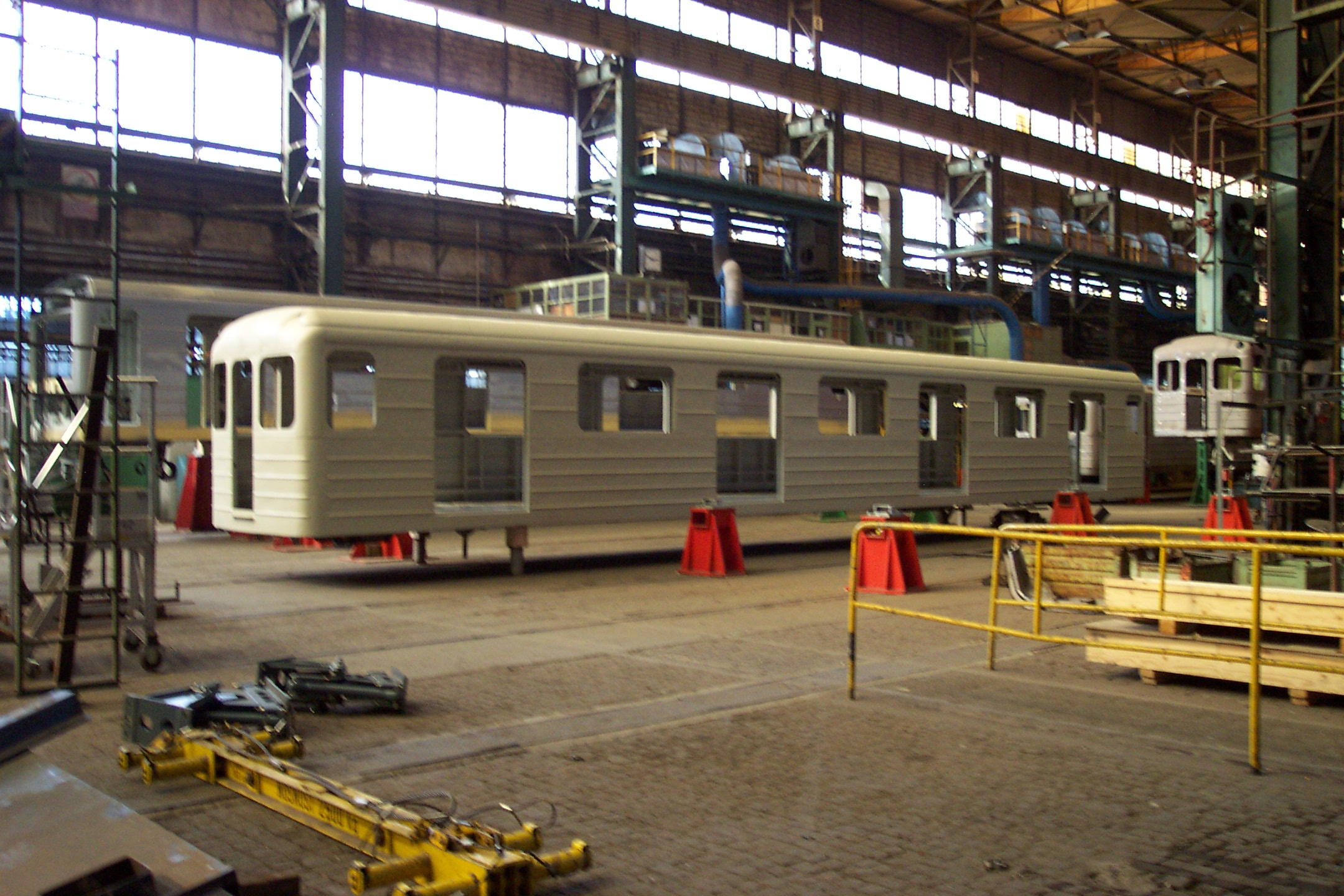
工場内で81-71M形に改造中の81-71形

## 参考資料
- Абрамов Е.Р (2015). Электроподвижной состав отечественных железных дорог. Москва́